# Tina
Tina ist eine Kurzform zu mehreren weiblichen Vornamen. Er kommt aber auch als eigenständiger Vorname vor.

## Herkunft und Bedeutung des Namens
Tina ist die Kurzform zu den auf „-tina“ endenden Vornamen wie Bettina (kurz für Elisabeth), Christina und Martina. Daneben steht Tina im Italienischen als Kurzform für Namen wie Agostina, Albertina, Clementina, Costantina, Giustina sowie Valentina, im Russischen als Koseform für die männlichen und weiblichen Namensvarianten Aventin / Aventina sowie Avgustin / Avgustina und gelegentlich auch für die internationalen Formen von Katharina.

## Namenstag
Namenstage sind der 14. Mai und 28. Juli.

## Bekannte Namensträgerinnen
- Tina Bru (* 1986), norwegische Politikerin
- Tina Charles (* 1954), britische Sängerin
- Tina Cheri (* 1973), US-amerikanische Pornodarstellerin
- Tina Daute (* 20. Jh.), deutsche Musikerin und Moderatorin
- Tina Dico (* 1977), dänische Popsängerin und Songwriterin
- Tina Fey (* 1970), US-amerikanische Autorin, Komödiantin und Schauspielerin
- Tina Fuentes (Christina Guerrero Fuentes; * 1949), US-amerikanische Malerin und Hochschullehrerin
- Tina Hildebrandt (* 1970), deutsche Reporterin
- Tina Keller Jenny (1887–1985), Schweizer Ärztin und Psychotherapeutin
- Tina May (1961–2022), britische Jazzsängerin
- Tina Maze (* 1983), slowenische Skirennläuferin
- Tina Mendelsohn (* 1964), deutsche Fernsehmoderatorin, Journalistin und Filmemacherin
- Tina Modotti (1896–1942), Fotografin
- Tina Nauesse (* 1989), deutsch-angolanische Fußballspielerin
- Tina Nedergaard (* 1969), dänische Politikerin
- Tina Pisnik (* 1981), slowenische Tennisspielerin
- Tina Rainford (1946–2024), deutsche Sängerin
- Tina Ruland (* 1966), deutsche Schauspielerin
- Tina Seelig (* 1958), US-amerikanische Wirtschaftsingenieurin
- Tina Tandler (* 1965), deutsche Saxophonistin
- Tina Teubner (* 1966), deutsche Musikerin und Kleinkünstlerin
- Tina Theune (* 1953), deutsche Fußballtrainerin
- Tina Thörner (* 1966), schwedische Rallye-Copilotin
- Tina Turner (1939–2023), US-amerikanisch-schweizerische Sängerin und Schauspielerin
- Tina Weirather (* 1989), Liechtensteiner Skirennläuferin
- Tina Widmann (* 1960), österreichische Politikerin (ÖVP)
- Tina Wunderlich (* 1977), deutsche Fußballspielerin
- Tina York (* 1954), deutsche Schlagersängerin

## Varianten
Tine, Tini, Tinele, Tinchen, Tinsch, Tinka, Tinsche, Ti, Tiney, Tinai

## Populärkultur
- Tina, ein Lied von Frank Sinatra
- Tina, ein Lied von Selig (1994)
- Tina, ein Lied von Span
- Tina’s Prayer, ein Lied von Tina Turner (1991)
- Tina ist weg, ein Lied von Andrea Jürgens (1994)
- Tina, weine nicht, ein Lied von Gunter Gabriel (1995)
- O Tina, ein Lied von Helene (2006)
- Bibi und Tina, eine Hörspiel- und Zeichentrickfernsehserie
- Tina und Tini, eine Kinderbuchserie von Rosemarie Eitzert, die unter dem Namen von Enid Blyton als Autorin erschienen ist.